# Bourg-Blanc
Bourg-Blanc (tiếng Breton: Ar Vourc'h-Wenn) là một xã của tỉnh Finistère, thuộc vùng Bretagne, miền tây bắc Pháp.

## Dân số
Người dân ở Bourg-Blanc được gọi là Blanc-Bourgeois.